# Eleccions federals suïsses de 1991
Les eleccions federals suïsses de 1991 se celebraren el 20 d'octubre de 1991 per a renovar els 200 membres del Consell Nacional de Suïssa i els 46 membres del Consell dels Estats de Suïssa que escolliran els 21 membres del Consell Federal de Suïssa. El partit més votat fou el Partit Radical Democràtic de Suïssa.

## Resultats electorals

### Consell Nacional de Suïssa
Resultat de les eleccions al Consell Nacional de Suïssa de 20 d'octubre de 1991
| Partits                                                           | Partits                              | Abr.        | Vots      | %    | +/–   | Escons | +/– |
| ----------------------------------------------------------------- | ------------------------------------ | ----------- | --------- | ---- | ----- | ------ | --- |
|                                                                   | Partit Radical Democràtic de Suïssa  | FDP/PLR     | 424.804   | 21,0 | -1,9% | 44     | -7  |
|                                                                   | Partit Socialdemòcrata de Suïssa     | SPS/PSS     | 373.664   | 18,5 | -0,1% | 41     | -1  |
|                                                                   | Partit Popular Democristià de Suïssa | CVP/PDC     | 364.410   | 18,0 | -0,4% | 35     | -7  |
|                                                                   | Partit Popular Suís                  | SVP/UDC     | 240.353   | 11,9 | -0,9% | 25     | =   |
|                                                                   | Partit Verd de Suïssa                | GPS/PES     | 122.683   | 6,1  | +1,2% | 14     | +5  |
|                                                                   | Partit de l'Automòbil                | AP          | 102.416   | 5,1  | +2,5% | 8      | +6  |
|                                                                   | Partit Liberal de Suïssa             | LPS/PLS     | 61.093    | 3,0  | +0,3% | 10     | +1  |
|                                                                   | Demòcrates Suïssos                   | SD/DS       | 68.454    | 3,4  | +0,5% | 5      | +2  |
|                                                                   | Aliança dels Independents            | LdU         | 57.183    | 2,8  | -1,4% | 5      | -4  |
|                                                                   | Partit Evangèlic Popular             | EVP/PEV     | 38.223    | 1,9  | =     | 3      | =   |
|                                                                   | Lliga de Ticino                      | LdT         | 28.181    | 1,4  | -     | 2      | -   |
|                                                                   | Partit del Treball                   | PdA/PST-POP | 15.594    | 0,8  | =     | 2      | +1  |
|                                                                   | Alternativa Verda i Feminista        | FGA/AVF     | 25.309    | 1,3  | -1,1% | 1      | =   |
|                                                                   | Unió Democràtica Federal             | EDU/UDF     | 20.143    | 1,0  | -0,1% | 1      | +1  |
|                                                                   | Partit Socialista Unitari            | PSA         | 11.958    | 0,6  | ±0%   | 1      | ±0  |
|                                                                   | Partit Socialcristià                 | CSP/PCS     | 7.903     | 0,4  | -0,1% | 1      | -1  |
|                                                                   | Organitzacions Progressistes Suïsses | POCH        | 4.526     | 0,2  | -1,1% | 0      | -3  |
|                                                                   | Altres                               |             | 54.911    | 2,7  |       | 2      |     |
| Total (participació 46,0%)                                        | Total (participació 46,0%)           |             | 2.044.109 |      |       |        | 200 |
| Font: http://www.wahlen.ch/ Arxivat 2021-02-28 a Wayback Machine. |                                      |             |           |      |       |        |     |